# Клімчиці-Кольонія
Клімчиці-Кольонія (пол. Klimczyce-Kolonia) — село в Польщі, у гміні Сарнаки Лосицького повіту Мазовецького воєводства.
Населення — 89 осіб (2011).
У 1975-1998 роках село належало до Білопідляського воєводства.

## Демографія
Демографічна структура станом на 31 березня 2011 року:
|          | Загалом | Допрацездатний вік | Працездатний вік | Постпрацездатний вік |
| -------- | ------- | ------------------ | ---------------- | -------------------- |
| Чоловіки | 38      | 9                  | 17               | 12                   |
| Жінки    | 51      | 7                  | 26               | 18                   |
| Разом    | 89      | 16                 | 43               | 30                   |